# Nevers (stad)
Nevers is een stad en gemeente in de Franse regio Bourgogne-Franche-Comté. Het is de prefectuur van het departement Nièvre. Nevers had op 1 januari 2022 33.172 inwoners. Het grootstedelijke gebied werd in 1999 geschat op 100.566 inwoners.

## Geschiedenis

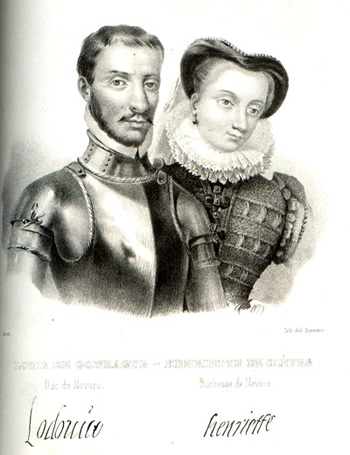
Ludovico Gonzaga en Henriëtte van Nevers in een lithografie uit de 19e eeuw.

### Romeinen
De naam van de stad in de Gallo-Romeinse tijd was Noviodunum Aeduorum. Later werd dit veranderd in Nebirnum. Er zijn uit deze periode veel medailles en andere voorwerpen gevonden in Nevers. Julius Caesar vestigde er een opslagplaats voor proviand en legerbenodigdheden. Ook werden er gevangenen ondergebracht. In 52 v.Chr. begon hier de strijd tegen de opstandige Aedui.

### Middeleeuwen
Aan het begin van de zesde eeuw werd Nevers een bisschopszetel. De wereldlijke heerschappij van de hertogen dateert van het begin van de tiende eeuw. Hertog Pierre de Courtenay liet in de twaalfde eeuw een stadsmuur bouwen en gaf de stad een charter. In de veertiende eeuw was er korte tijd een universiteit gevestigd. Deze was hierheen verplaatst vanuit Orléans en keerde daar ook weer terug. De Nivernais was een zelfstandige Franse provincie tot bij het einde van het ancien régime.

### Vroegmoderne tijd
In 1565 werd Ludovico Gonzaga van het Italiaanse huis Gonzaga door huwelijk met Henriëtte van Nevers hertog van de stad. Hij haalde Italiaanse pottenbakkers naar de stad en legde daarmee de basis voor de faience-industrie. Nog steeds wordt er in Nevers aardewerk vervaardigd, zij het op kleine schaal. In 1595 werd hun zoon Karel bij de dood van zijn vader de opvolger. In de Mantuaanse Successieoorlog (1628-1631) werd hij tevens hertog van Mantua en markgraaf van Monferrato, waarmee hij de lijn Gonzaga-Nevers vestigde. Bij Karels dood in 1637 werd zijn kleinzoon Karel II van Mantua op 8-jarige leeftijd hertog van Nevers. Tot 1647 regeerde hij onder regentschap van zijn moeder Maria Gonzaga. Door geldproblemen moest Karel het hertogdom Nevers in 1659 aan kardinaal Mazarin verkopen, waarmee het onderdeel van Frankrijk werd. In 1661 stond Mazarin het hertogdom Nevers af aan zijn neef Philippe, telg van de invloedrijke Romeinse adellijke familie Mancini. In 1707 werd hij opgevolgd door zijn zoon François Mancini. Deze werd op zijn beurt in 1768 opgevolgd door zijn zoon Louis-Jules Mancini als 3e en laatste Hertog van Nevers.

### Moderne tijd
Van 1866 tot 1879 leefde de rooms-katholieke heilige Bernadette Soubirous als zuster in het klooster Saint-Gildard. Zij stierf daar ook, en werd er begraven. Na haar zaligverklaring werd zij in de kapel van het klooster opgebaard in een glazen reliekschrijn. Dat maakte de stad Nevers tot een vaste stopplaats voor pelgrims vanuit Noord- centraal- en Oost-Europa naar Lourdes, waar zij verschijningen van Maria zou hebben gehad.
De stad werd gebombardeerd tijdens de Tweede Wereldoorlog waarbij onder andere de kathedraal zwaar werd beschadigd.

## Geografie
De oppervlakte van Nevers bedroeg op 1 januari 2022 17,33 vierkante kilometer; de bevolkingsdichtheid was toen 1.914,1 inwoners per km².
Nevers ligt in een heuvelachtige omgeving op de rechteroever van de Loire aan de samenvloeiing met de Nièvre. Zes kilometer stroomafwaarts mondt de Allier uit in de Loire bij Le Bec d'Allier.
De onderstaande kaart toont de ligging van Nevers met de belangrijkste infrastructuur en aangrenzende gemeenten.

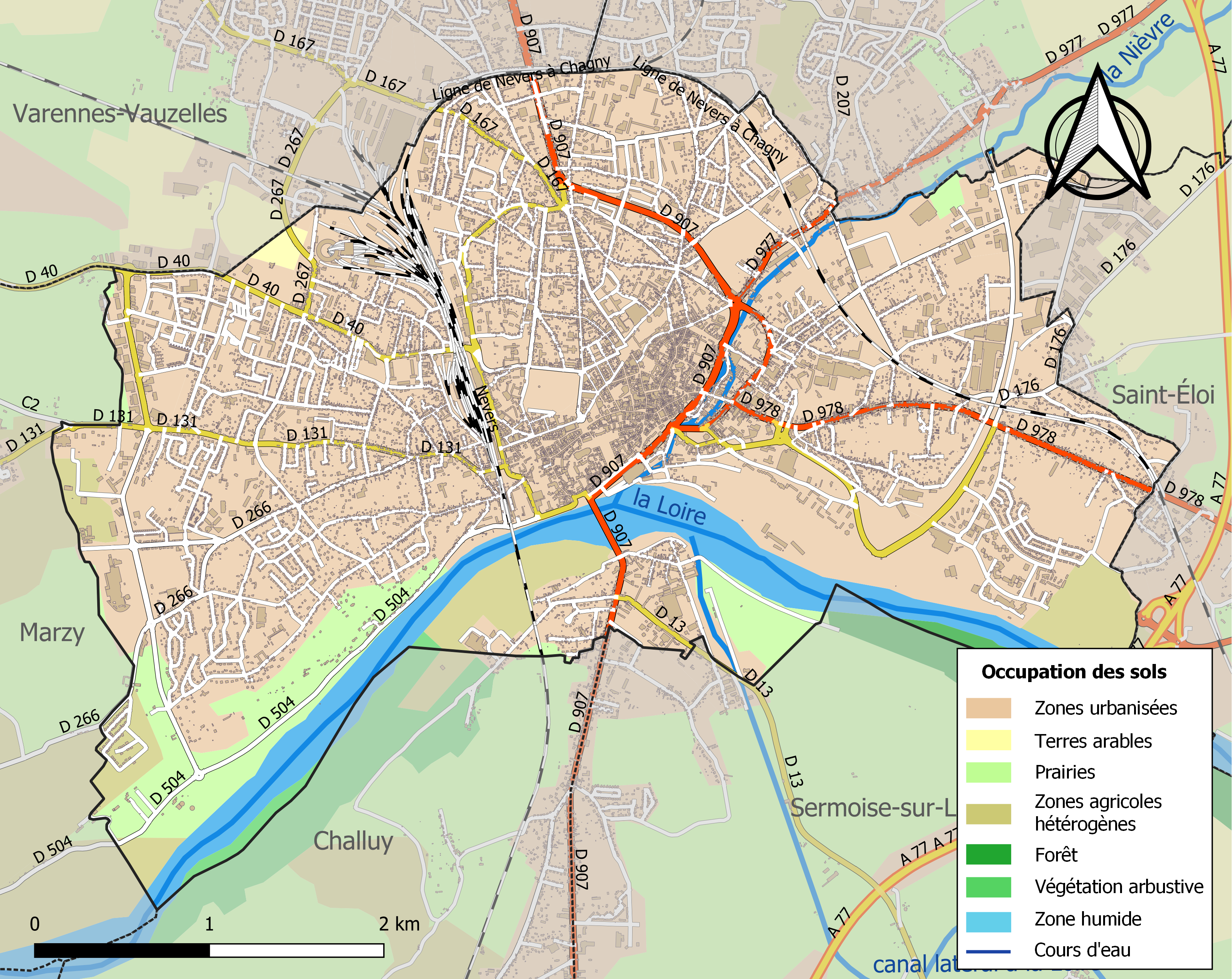

## Demografie
Onderstaande figuur toont het verloop van het inwonertal (bron: INSEE-tellingen).

## Stadsbeeld
Nevers heeft een kathedraal, de Cathédrale de Saint-Cyr et Sainte-Julitte. De bouw ervan duurde van de elfde tot de zestiende eeuw. Het opvallendste aan het gebouw is dat er twee koren zijn. Het oostelijke koor is gotisch, het westelijke is romaans.
De romaanse kerk Saint-Étienne werd in de elfde eeuw gebouwd. De kerk heeft een koorsluiting met drie straalkapellen.
De Chapelle Sainte-Marie, vroeger onderdeel van een klooster, heeft een monumentale gevel in Italiaanse barokstijl.
In de Porte du Croux, een overblijfsel van de vestingwerken, is een archeologisch museum gevestigd.

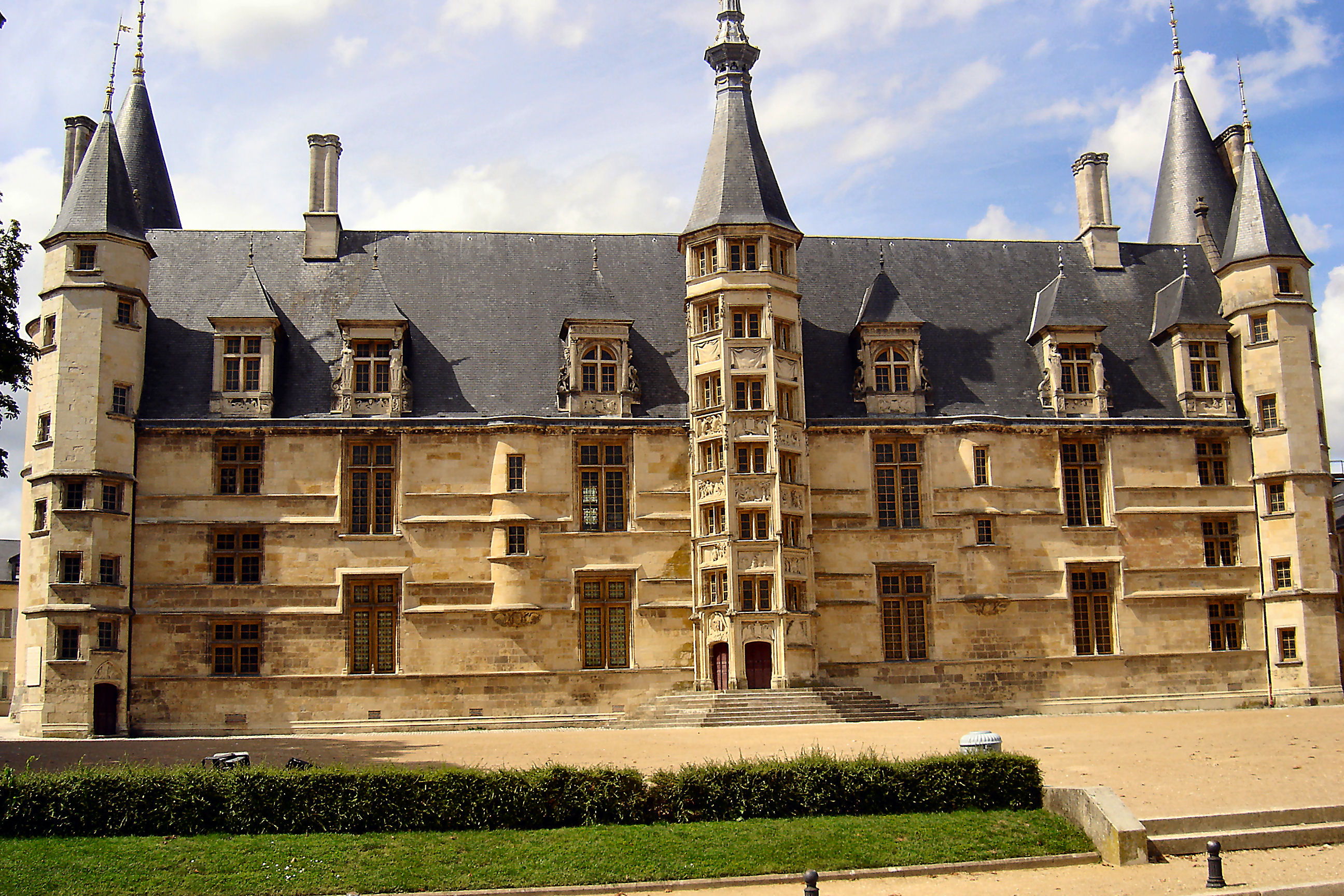
Het hertogelijk paleis (Palais Ducal) is een gebouw uit de vroege Renaissance. Het gebouw is versierd met moderne reliëfs en heeft vensters met kariatiden en atlanten.
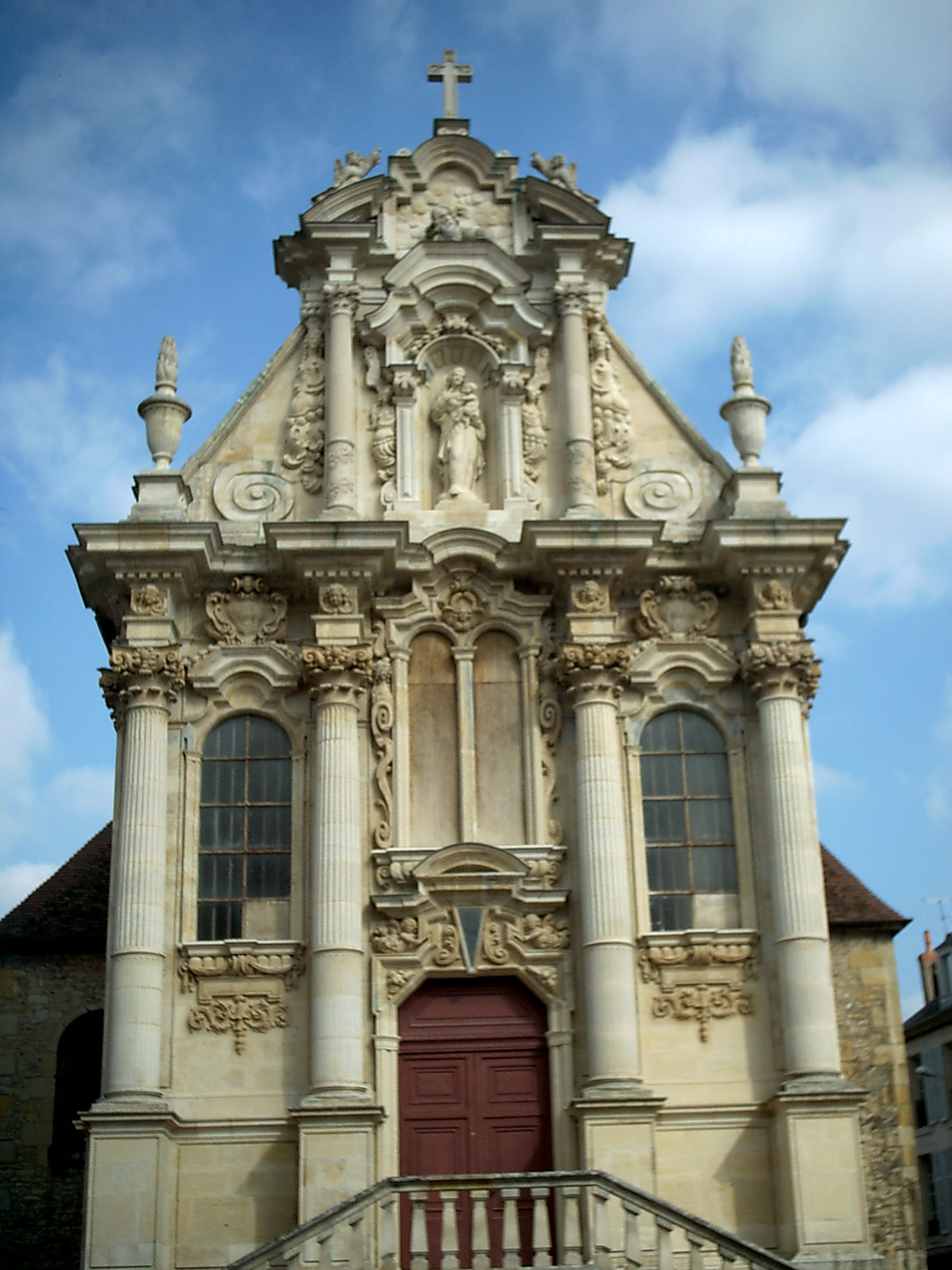
Chapelle Sainte-Marie

## Verkeer
Het spoorwegstation Nevers wordt bediend door de TER Bourgogne-Franche-Comté en heeft Intercités-verbindingen. Het vliegveld Nevers-Fourchambault wordt voornamelijk gebruikt voor recreatief en zakelijk luchtverkeer. De snelweg A77 leidt via de A6 over 225 km naar Parijs.

## Onderwijs
- Institut supérieur de l'automobile et des transports

## Sport
Nevers was drie keer etappeplaats in de wielerkoers Ronde van Frankrijk. De Belg Eric Leman en Italianen Guido Bontempi en Alessandro Petacchi wonnen in Nevers. 

## Beroemde inwoners
- Lodewijk II van Nevers (1304-1346), graaf van Vlaanderen, Nevers en Rethel
- Marie Casimire Louise de la Grange d’Arquien (28 juni 1641 - 30 januari 1716), koningin van Polen 1674-1696
- Pierre Gaspard Chaumette (1763-1794), revolutionair
- Bernadette Soubirous (1844-1879), beter bekend als Bernadette van Lourdes, woonde van 1866 tot haar dood in 1879 in het klooster van Saint-Gildars in Nevers. Haar lichaam ligt er opgebaard in een glazen schrijn.
- Raoul Follereau (1903-1977), schrijver en journalist, bezieler van de Werelddag tegen Lepra, oprichter van de Stichting Raoul Follereau en oprichter van de Liga van de Latijnse Unie.
- Jean Royer (1920-2011), politicus
- Henri Virlogeux (1924-1995), acteur
- Bruno Martini (1962-2020), voetbalkeeper
- Yann Moix (1968), schrijver en filmregisseur
- Frédéric Finot (1977), wielrenner
- Parfait Mandanda (1989), voetballer
- Romain Baron, schrijver

Nevers is schouwplaats van de film Hiroshima mon amour van Alain Resnais.